# Synodontis filamentosus
Synodontis filamentosus е вид лъчеперка от семейство Mochokidae. Видът не е застрашен от изчезване.

## Разпространение
Разпространен е в Бенин, Буркина Фасо, Гана, Гвинея, Етиопия, Камерун, Кот д'Ивоар, Мали, Нигер, Нигерия, Централноафриканска република, Чад и Южен Судан.

## Описание
На дължина достигат до 26 cm.